# بن ألنويك
بنجامين روبرت ألنويك (بالإنجليزية: Ben Alnwick)‏، من مواليد 1 يناير 1987 في برودهي في إنجلترا، لاعب كرة قدم إنجليزي.
بدأ مسيرته الكروية مع نادي سندرلاند في عام 2004، ولعب معهم حتى عام 2007، وشارك معهم في 19 مباراة، وفي عام 2007 انتقل إلى نادي توتنهام هوتسبر.

## روابط خارجية
- بن ألنويك على موقع قاعدة بيانات كرة القدم.إي يو (الإنجليزية)
- بن ألنويك على موقع Soccerbase.com (لاعب) (الإنجليزية)
- بن ألنويك على موقع عالم كرة القدم.نت (الإنجليزية)
- بن ألنويك على موقع كووورة